# Metrologia
A metrologia é uma ciência que engloba todos os aspectos teóricos e práticos da medição, qualquer que seja a incerteza de medição e o campo de aplicação. Medições e metrologia são essenciais a quase todos os aspectos dos empreendimentos humanos, pois são utilizados em atividades que incluem o controle da produção, a avaliação da qualidade do meio ambiente, da saúde e da segurança, e da qualidade de materiais, comida e outros produtos para garantir práticas seguras de comércio e a proteção ao consumidor, para citar alguns exemplos.
O termo metrologia vem do grego 'metron' que significa 'medida', e logos que significa 'estudo'. Segundo a definição que consta no VIM 2012, metrologia é o estudo das medições e suas aplicações.
A necessidade de medir as coisas é muito antiga e remete à origem das primeiras civilizações. Por um longo período de tempo cada povo teve o seu próprio sistema de medidas, que era estabelecido a partir de unidades arbitrárias e imprecisas como, por exemplo, as baseadas no corpo humano (palmo, pé, polegada, braça, côvado, etc.), o que acabava criando muitos problemas para o comércio, porque as pessoas de uma determinada região não estavam familiarizadas com o sistema de medidas das outras regiões.
Os processos modernos de produção são caracterizados pela montagem de sistemas e equipamentos com peças e componentes comprados no mundo inteiro. Tal montagem só é possível se todos os agentes envolvidos na cadeia de produção seguirem padrões rígidos, onde as grandezas e medições envolvidas estiverem amparadas por um bom sistema metrológico, de modo a permitir condições de perfeita aceitabilidade na montagem e encaixe de partes de produtos finais, independente de onde sejam produzidas.
Medições confiáveis em um país dependem de um sistema de metrologia nacional organizado de tal modo que possa prover os meios para a transferência de seus valores para instrumentos de medição comuns de acordo com procedimentos aceitos internacionalmente.
As medições estão presentes em quase todas as operações comerciais, desde o comércio em larga escala (como o petróleo, o gás natural e a mineração) até a venda de produtos para o público em geral. Com isso, a metrologia também é crucial para o comércio internacional porque fornece os meios técnicos necessários para garantir que as transações comerciais sejam mais justas, transparentes e confiáveis. Para tanto, é necessário a implementação de sistemas harmônicos de medição, que incluem a adoção do Sistema Internacional de Unidades (SI), instrumentos exatos de medição que seguem normas internacionais (por exemplo, as recomendações da OIML) e métodos e procedimentos aprovados. Por fim, outra expressão importante é a de ‘infraestrutura metrológica’, que é usada para as unidades metrológicas de um país ou região referindo-se aos serviços de calibração e de verificação, seus institutos e laboratórios de metrologia, e a organização e administração de seu sistema de metrologia.

## Áreas da Metrologia
Basicamente, a Metrologia é dividida em três grandes áreas de atuação: científica, industrial e legalː
- A Metrologia Científica trata, fundamentalmente, dos padrões de medição internacionais e nacionais, dos instrumentos laboratoriais e das pesquisas e metodologias científicas relacionadas ao mais alto nível de qualidade metrológica. A metrologia científica realiza as unidades de medida a partir da definição, recorrendo à ciência (física e outras), bem como as constantes físicas fundamentais, desenvolvendo, mantendo e conservando os padrões de referência. Atua no nível da mais alta exatidão e incerteza, sendo independente de outras entidades em termos de rastreabilidade. A garantia dos valores obtidos assenta fortemente em exercícios de comparação interlaboratorial com outros laboratórios primários.  Exemplos: a) a realização da Escala Internacional de Temperatura para a disseminação da grandeza temperatura através dos mais variados tipos de termômetros empregados em laboratórios e indústrias; b) a realização da unidade de resistência elétrica, o ohm, utilizando a constante de von Klitzing para exprimir o valor de um padrão de resistência elétrica de referência em função do efeito Hall quântico, com uma incerteza relativa de 10−7 em relação ao ohm, através do que se obtém a definição desta grandeza.
- A Metrologia Industrial abrange aos sistemas de medição responsáveis pelo controle dos processos produtivos e pela garantia da qualidade e segurança dos produtos finais. A metrologia industrial atua no âmbito das medições da produção e transformação de bens para a demonstração da qualidade metrológica em organizações com sistemas de qualidade certificados.  As medições na indústria viabilizam a quantificação das grandezas determinantes à geração de um bem ou serviço, subsidiando com informações o planejamento, a produção e o gerenciamento dos processos que o produzem. A metrologia industrial baseia-se numa cadeia hierarquizada de padrões existentes em laboratórios e empresas, padrões estes rastreáveis a padrões primários (internacionais ou nacionais). Exemplos: a) Medidas de comprimento utilizando equipamentos a laser; b) Ensaios em produtos certificados, tais como brinquedos, extintores de incêndio, fios e cabos elétricos, entre outros.
- A Metrologia Legal é parte da metrologia relacionada às atividades resultantes de exigências obrigatórias, referentes às medições, unidades de medida, instrumentos e métodos de medição, que são desenvolvidas por organismos competentes. Tem como objetivo principal proteger o consumidor tratando das unidades de medida, métodos e instrumentos de medição, de acordo com as exigências técnicas e legais obrigatórias.  Com a supervisão do Governo, o controle metrológico estabelece adequada transparência e confiança com base em ensaios imparciais. A exatidão dos instrumentos de medição garante a credibilidade nos sistemas de medição utilizados nas transações comerciais e pelos sistemas relacionados às áreas de saúde, segurança e meio ambiente. Exemplos: Elaboração de regulamentos, aprovação de modelo e verificação de instrumentos de medição que serão utilizados em atividades econômicas, ou que envolvam a saúde ou segurança das pessoas, como por exemplo: - Comércio: balanças, pesos-padrão, hidrômetros, taxímetros, bombas medidoras de combustíveis; - Saúde: termômetros clínicos, medidores de pressão sanguínea (esfigmomanômetros); - Segurança: cronotacógrafos, medidores de velocidade de veículos, etilômetros; - Meio Ambiente: analisadores de gases veiculares, opacímetros, módulos de inspeção veicular; - Efeito Fiscal: medidores de velocidade de veículos, analisador de gases veiculares. Os instrumentos de medição sujeitos ao controle metrológico apresentam selos que impedem seu uso indevido e etiqueta identificando a validade da última verificação metrológica na forma “VERIFICADO”. A metrologia legal abrange ainda a verificação do conteúdo líquido de produtos pré-medidos (embalados e medidos sem a presença do consumidor), como por exemplo: produtos alimentícios vendidos nos supermercados, produtos de limpeza e higiene, etc.

## A importância da metrologia para as empresas
A busca da metrologia como um diferenciador tecnológico e comercial para as empresas é, na verdade, uma questão de sobrevivência. No mundo competitivo em que estamos não há mais espaço para medições sem qualidade, e as empresas deverão investir recursos (humanos, materiais e financeiros) para incorporar e harmonizar as funções básicas da competitividade: normalização, metrologia e avaliação de conformidade. Numa empresa pode acontecer que um determinado produto seja produzido na fábrica com base em medições efetuadas por um Instrumento-1 e o mesmo produto seja verificado no departamento de controle da qualidade, ou pelo cliente, por meio de medições com um Instrumento-2. Imaginemos que os resultados sejam divergentes: qual dos dois é o correto? É natural que cada parte defenda o seu resultado, mas também é possível que nenhuma delas possa assegurar que o seu resultado é o correto. Esta situação, além do aspecto econômico que poderá levar à rejeição do produto, poderá ainda conduzir ao confronto cliente x fornecedor, refletindo-se em um desgaste neste relacionamento e podendo repercutir na sua participação no mercado.

## Sistema metrológico brasileiro[3]

### Sinmetro
O Sinmetro é um sistema brasileiro, composto tanto por entidades privadas quanto por órgãos públicos, que tem o papel de exercer serviços relacionados com metrologia, normalização, qualidade industrial e certificação de conformidade. O Sistema foi instituído em 11 de dezembro de 1973 e é composto por um órgão normativo (Conmetro) e outro executivo (Inmetro).
Esse Sistema Nacional tem uma estrutura capaz de avaliar e certificar a qualidade dos produtos, dos processos e dos serviços, por meio de uma rede de laboratórios de ensaio e de calibração e de organismos liderados pelo Inmetro. Essa estrutura atende às necessidades do governo, da indústria, do comércio e da população em geral.
Na área da Metrologia Legal, o sistema de defesa do consumidor é largamente difundido, ou seja, o trabalho de fiscalização é considerado de utilidade pública já que atinge mais de 5 mil municípios do Brasil.
Dentre as organizações que compõem o Sinmetro, as seguintes podem ser relacionadas como principais:
-  Conmetro e seus Comitês Técnicos;
-  Inmetro;
-  Organismos de Certificação Acreditados, (Sistemas da Qualidade, Sistemas de Gestão Ambiental, Produtos e Pessoal);
-  Organismos de Inspeção Acreditados
-  Organismos de Treinamento Acreditados;
-  Organismos Provedores de Ensaios de Proficiência Credenciados;
-  Laboratórios Acreditados – Calibrações e Ensaios (RBC/RBLE);
-  Associação Brasileira de Normas Técnicas (ABNT);
-  Institutos Estaduais de Pesos e Medidas (IPEM);
-  Redes Metrológicas Estaduais.

### Conmetro
O Conmetro é o órgão normativo do Sinmetro e tem como sua secretaria executiva o Inmetro. O Conselho é responsável por garantir a uniformidade e a racionalização das unidades de medida utilizadas no Brasil, fixar critérios e procedimentos para certificação de qualidade de produtos industriais e também por aplicar penalidades nos casos de infração às leis referentes à metrologia, à normalização industrial e à certificação da qualidade de produtos industriais. Cabe ao Conmetro, também, a formulação, coordenação e supervisão da política nacional de metrologia, prevendo mecanismos de consulta que harmonizem os interesses públicos, das empresas e dos consumidores, além da coordenação da participação nacional nas atividades internacionais de metrologia. Compete ao Conmetro:
-  Formular, coordenar e supervisionar a política nacional de metrologia, normalização industrial e certificação da qualidade de produtos, serviços e pessoal, prevendo mecanismos de consulta que harmonizem os interesses públicos, das empresas industriais e dos consumidores;
-  Assegurar a uniformidade e a racionalização das unidades de medida utilizadas em todo o território nacional;
-  Estimular as atividades de normalização voluntária no país;
-  Estabelecer regulamentos técnicos referentes a materiais e produtos industriais;
-  Fixar critérios e procedimentos para certificação da qualidade de materiais e produtos industriais;
-  Fixar critérios e procedimentos para aplicação das penalidades nos casos de infração a dispositivo da legislação referente à metrologia, à normalização industrial, à certificação da qualidade de produtos industriais e aos atos normativos dela decorrentes;
-  Coordenar a participação nacional nas atividades internacionais de metrologia, normalização e certificação da qualidade. O Conmetro atua por meio de seus comitês técnicos assessores, que são abertos à sociedade, pela participação de entidades representativas das áreas acadêmica, indústria, comércio e outras atividades interessadas na questão da metrologia, da normalização e da qualidade no Brasil.
Os comitês técnicos assessores do Conmetro são:
-  Comitê Brasileiro de Normalização (CBN)
-  Comitê Brasileiro de Avaliação da Conformidade (CBAC)
-  Comitê Brasileiro de Metrologia (CBM)
-  Comitê do Codex Alimentarius do Brasil (CCAB)
-  Comitê de Coordenação de Barreiras Técnicas ao Comércio (CBTC)
-  Comitê Brasileiro de Regulamentação (CBR)
Adicionalmente, o Conmetro conta com os seguintes órgãos de assessoramento:
-  Comissão Permanente dos Consumidores (CPCon) - Comitê Gestor do Programa Brasileiro de Avaliação do Ciclo de Vida

### Inmetro
O Instituto Nacional de Metrologia, Qualidade e Tecnologia (Inmetro), autarquia federal vinculada ao Ministério do Desenvolvimento, Indústria e Comércio Exterior (MDIC), é o órgão executivo do Sinmetro. O Instituto tem, dentre suas competências,
a) manter e conservar os padrões das unidades de medida, de forma a torná-las harmônicas internamente e compatíveis no plano internacional, visando à sua utilização como suporte ao setor produtivo, com vistas à qualidade de bens e serviços;
b) verificar e fiscalizar a observância das normas técnicas e legais, no que se refere às unidades de medida, métodos de medição, medidas materializadas, instrumentos de medição e produtos pré-medidos;
c) executar as atividades de acreditação de laboratórios de calibração e de ensaios, de provedores de ensaios de proficiência, de organismos de avaliação da conformidade e de outros necessários ao desenvolvimento da infraestrutura de serviços tecnológicos no País;
d) coordenar, no âmbito do SINMETRO, a atividade de avaliação da conformidade, voluntária ou compulsória, de produtos, serviços, processos e pessoas.
As grandes áreas de atuação do INMETRO são:
a) Metrologia Científica e Industrial,
b) Metrologia Legal
c) Acreditação
d) Avaliação da Conformidade
e) Superação de Barreiras Técnicas atuando como Ponto Focal do Acordo sobre Barreiras Técnicas da Organização Mundial do Comércio.
Para acessar os serviços de calibração e ensaio, a empresa pode procurar o Inmetro e a rede de laboratórios acreditados em todo país. Para ter acesso à relação completa e atualizada dos laboratórios acreditados, basta acessar os Portais:
- Laboratórios de Calibração Acreditados: http://www.inmetro.gov.br/laboratorios/rbc/
- Laboratórios de Ensaio Acreditados: http://www.inmetro.gov.br/laboratorios/rble/
- Alguns serviços específicos são realizados pelo próprio Inmetro, serviços esses prestados pelos laboratórios da Diretoria de Metrologia Científica e Industrial, em diversas áreas, tais como: Acústica, Ultrassom e Vibração, Elétrica, Mecânica, Térmica, Óptica, Química, Materiais, Dinâmica de Fluidos e Telecomunicações. A relação destes serviços de calibração e de ensaios realizados pelos laboratórios da Dimci pode ser acessada pelos portais: http://www.inmetro.gov.br/laboratorios/servicos/calibracao.asp http://www.inmetro.gov.br/laboratorios/servicos/ensaio.asp

O Inmetro, através dos seus laboratórios, também produz Materiais de Referência Certificados (MRC) e realiza Ensaios de Proficiência, a exemplo de algumas das estratégias desenvolvidas para facilitar e promover a competitividade brasileira e atender às demandas da sociedade em metrologia.

## Vocabulário Internacional de Metrologia (VIM)
O Vocabulário Internacional de Metrologia (VIM) surge no contexto da metrologia mundial da segunda metade do século XX como uma resposta e uma fuga à síndrome de Babel: busca a harmonização internacional das terminologias e definições utilizadas nos campos da metrologia e da instrumentação. São desse período três importantes documentos normativos cuja ampla aceitação contribuiu sobremaneira para uma maior harmonização dos procedimentos e da expressão dos resultados no mundo da medição. São eles o próprio VIM, o GUM (Guia para a Expressão da Incerteza de Medição, de 1993) e a norma ISO Guia 25 (1978) que, revisada e ampliada, resultou na norma ISO/IEC 17025, Requisitos Gerais para a Competência de Laboratórios de Ensaio e Calibração, de 2000. A adoção destes documentos auxilia a evolução e a dinâmica do processo de globalização das sociedades tecnológicas e contribui para uma maior integração dos mercados, com uma consequente redução geral de custos. No que se refere ao interesse particular de cada país, pode alavancar uma maior participação no mercado mundial e nos mercados regionais.
O Vocabulário Internacional de Metrologia em vigor no Brasil foi aprovado pela Portaria Inmetro n° 232 de 8 de maio de 2012, e se refere à 1ª edição luso-brasileira do Vocabulário Internacional de Metrologia – Conceitos fundamentais e gerais e termos associados (VIM 2012), baseada na 3ª edição internacional do VIM – International Vocabulary of Metrology – Basic and general concepts and associated terms – JCGM 200:2012, elaborada pelo Bureau Internacional de Pesos e Medidas (BIPM), pela Comissão Internacional de Eletrotécnica (IEC), pela Federação Internacional de Química Clínica e Medicina Laboratorial (IFCC), pela Cooperação Internacional de Acreditação de Laboratórios (ILAC), pela Organização Internacional de Normalização (ISO), pela União Internacional de Química Pura e Aplicada (IUPAC), pela União Internacional de Física Pura e Aplicada (IUPAP) e pela Organização Internacional de Metrologia Legal (OIML), com a devida adaptação ao nosso idioma, às reais condições existentes no País e às já consagradas pelo uso.
Além da necessidade de se uniformizar a terminologia utilizada no Brasil, no campo da metrologia, o VIM leva em consideração a necessidade de se minimizar ao máximo as diferenças de seu uso em relação a Portugal.
O VIM fornece um conjunto de definições e termos associados para um sistema de conceitos fundamentais e gerais utilizados em metrologia, além de diagramas conceituais para ilustrar as suas relações.
Conceitos utilizados em diferentes abordagens para descrever as medições são apresentados conjuntamente. As organizações-membro do JCGM podem selecionar os conceitos e definições de acordo com as suas terminologias respectivas. Contudo, o VIM pretende promover a harmonização global da terminologia utilizada em metrologia.
O VIM é dividido em 5 partes:
- Grandezas e unidades
- Medições
- Dispositivos de medição
- Propriedades dos dispositivos de medição
- Padrões de medição